# USS Akron (ZRS-4)
USS Akron (ZRS-4) var et amerikansk luftskib (1931-33) tilhørende US Navy. Luftskibet var konstrueret med stiv ramme og fik sin opdrift ved hjælp af helium. Hun var verdens første luftbårne hangarskib og kunne medbringe jager- og rekognosceringsfly af typen Curtiss F9C Sparrowhawk, der kunne frigøres fra og lande i luftskibet, mens dette var i luften. Akron var 239,3 meter langt og var med sit søsterskib Macon blandt de største luftfartøjer, der nogensinde er bygget. De tyske zeppelinere LZ 129 Hindenburg og LZ130 Graf Zeppelin II var ca. 5,5 meter længere og havde lidt større volumen, men de to tyske zeppelinere fik opdrift fra brint, hvorfor de to amerikanske luftskibe er de største heliumluftskibe, der har været bygget.
Akron forliste under et kraftigt tordenvejr ud for New Jerseys kyst om morgenen den 4. april 1933, hvor 73 af de 76 ombordværende omkom. Forliset var det hidtil mest dødelige luftfartøjsforlis.

## Teknisk beskrivelse
Luftskibets skelet var bygget af den dengang nye letvægts-legering duralumin 17-SRT i et nyt design med selvbærende rammer. Rammerne var tungere end datidens konventionelle designs, men var stærkere, hvilket var vigtigt for US Navy efter forlisene af de tidligere konventionelle luftskibe R38/ZR-2 og ZR-1 Shenandoah. Den forøgede styrke af skelettets ringe og brugen af helium, i modsætning til den brændbare gas hydrogen, muliggjorde, at skibets otte Maybach VL-II 560 hk (410 kW) benzinmotorer kunne placeres indenfor skroget, hvilket gav en mere aerodynamisk konstruktion.
Hver af de otte motorer drev en to-bladet propel af træ med en diameter på 5 meter. Propellerne kunne bevæges fra horisontal til vertikal stilling, hvilket gav mulighed for at bevæge Akron både frem og tilbage, men også op og ned. I 1933 blev to af Akrons propeller udskiftet til mere avancerede tre-bladede propeller.
Akron kunne medbringe op til 78.000 liter benzin (57.153 kg) i 110 separate tanke, der var fordelt langs de nedre køle, hvilket gav hende en en normal rækkevidde på 11.000 km ved sædvanlig marchhastighed. I luftskibets indre var konstrueret en hangar til flyvemaskiner og et trapez-system. Hangaren kunne rumme fem fly af typen F9C Sparrowhawk, men to bærende bjælker i konstruktionen medførte, at der i praksis alene kunne medføres tre fly. På tidspunktet for Akrons forlis blev der arbejdet med konstruktionsændring, der skulle fjerne denne begrænsning.
F9C'erne var ikke det ideelle valg, da flyet var designet til brug ved konventionelle hangarskibe. Flyet var en tung konstruktion, der var bygget til at modstå hårde landinger på hangarskibe, ligesom der var dårligt udsyn nedad. Flyet var derfor ikke ideelt til udførelse af rekognosceringsflyvning over lange afstande, men den amerikanske flåde rådede ikke over egnede fly, der som F9C kunne passes ind i Akrons hangar.
Adgangsvejen til og fra hangaren gik gennem en T-formet dør i luftskibets bug, hvori gennem flyene via en trapez blev ført ud og ind. Flyene var med en krog over vingen fastgjort til trapezen, når denne førte flyene ud af hangaren og ud i luftskibets slipstrøm, hvorefter flyet blev frigjort fra trapezen. Når flyene skulle tilbage i hangaren, fløj piloten flyet op under trapezen og fik fastgjort krogen på trapezen, hvorefter flyet blev trukket ind gennem åbningen og ind i hangaren. ‘’Akron’’ havde oprindeligt kun én trapez, hvilket var et problem, da det begrænsede en hurtig ind- og udgang fra luftskibet, ligesom en fejl i trapezen ville medføre, at flyene ikke kunne komme ind i hangaren, hvorefter flyene ikke ville have en sikker landingsmulighed. Der blev derfor i 1933 installeret en trapez nr. 2 agter i luftskibet. Der var planlagt installation af yderligere trapezer, men disse blev aldrig monteret.

## Konstruktion og færdiggørelse
Konstruktionen af ZRS-4 begyndte den 31. oktober 1929 på Goodyear Airdock i Akron i Ohio af selskabet Goodyear-Zeppelin Corporation. Hun var det største luftskib, der nogensinde var bygget i USA, hvorfor det var nødvendigt at bygge en ny hangar til hende. Byggeriet var ledet af chefdesigner Karl Arnstein, der fik assistance fra en gruppe af erfarne tyske luftskibs-ingeniører. Den “gyldne nitte” blev slået ind i luftskibets første ring den 7. november 1929 af admiral William A. Moffett. Hun blev navngivet Akron den 14. maj 1930 efter byen, hvor hun blev bygget.
Den 8. august 1931 løftede Akron sig første gang ved egen hjælp fra gulvet i hangaren og hun blev navngivet af USA's førstedame Mrs. Lou Henry Hoover. Jomfruflyvningen fandt sted den 23. september 1931 omkring Cleveland med minister for flåden Adams og admiral Moffett om bord. Efter en række testflyvninger blev hun leveret til US Navy den 27. oktober 1931.

## Operativ tjeneste
Efter leveringen til US Navy foretog Akron en række flyvninger over USA, herunder en flyvning på i alt 46 timer. Hun påbegyndte den 9. januar 1932 en øvelse, hvor hun over Atlanten skulle udføre rekognoscering for at opspore en gruppe destroyere med kurs mod Guantánamo Bay på Cuba. Akron løste opgaven med 'kvalificeret succes' og historikere har efterfølgende noteret, at hun efter omstændighederne løste sin opgave bemærkelsesværdigt fint, og at intet fly, der opererede fra den samme base, ville kunne have udført opgaven med samme effektivitet som Akron.

Hun blev beskadiget i februar 1932, da vinden pressede skibets halesektion mod jorden, mens hun blev trukket ud af sin hangar. Efter reparation genoptog hun flyvningerne i april og maj måned 1932, hvor der blandt andet blev testet en "spionkurv", der kunne sænkes ned fra Akron under flyvninger, således at en observatør i den lille kurv kunne få udsyn under skyerne, mens luftskibet befandt sig over skyerne og således ikke kunne ses fra jorden. Flyvningerne med "spionkurven" var dog ingen succes, da kurven viste sig nemt at komme i ukontrollable kraftige svingninger, hvorfor forsøgene blev opgivet.
I maj måned 1932 gennemførtes yderligere testflyvninger, hvor Akrons flylandingssystem blev testet og demonstreret for flåden og politikere.

### Testflyvning fra øst- til vestkysten og ulykke i maj 1932
Efter testflyvningerne i maj 1932 fløj Akron den 8. maj 1932 fra Lakehurst i New Jersey med retning mod USA's vestkyst. Efter flyvning over bl.a. Georgia, Texas og Arizona ankom hun om morgenen den 11. maj til Camp Kearny i San Diego, hvor hun forsøgte at lægge til og at blive fortøjet til fortøjningsmasten. Mandskabet, der skulle bistå med fortøjningen, var dog ikke rutineret i denne opgave, ligesom de ikke havde det fornødne udstyr. Morgensolen havde varmet heliumgasen op, hvorved opdriften var blevet forøget, og luftskibet var vanskeligt at kontrollere, bl.a. også som følge af, at den lange rejse havde gjort hende lettere, idet ca. 36 ton benzin var blevet brugt på den transkontinentale rejse. Da Akron blev ustabil under forsøget på fortøjningen og risikerede at ramme jorden med næsen, blev fortøjningskablet kappet. Da fortøjningskablet blev kappet, steg Akron til vejrs, men samtidig havde mandskab forsøgt at styre hende på plads ved hjælp af liner. De fleste af trossemændene slap linerne, men fire personer slap ikke og blev trukket op af Akron. Én person slap kablet i knap fem meters højde og slap med en brækket arm som følge af faldet. De tre øvrige fortsatte opstigningen. To af de tre kunne ikke holde sig til linen og styrtede i døden, men den sidste blev efter en time reddet ombord i Akron. Dødsulykken blev filmet og blev vist på nyhedsfilm.

### Flyvninger på vestkysten og yderligere tests
I de følgende uger lod man Akron "vise flaget" ved en række flyvninger langs USA's vestkyst, herunder flyvninger så langt nordpå som op til grænsen til Canada, hvorefter hun deltog i en rekognosceringsøvelse. Under øvelsen lykkedes det Akron at lokalisere den fjendtlige styrke på kort tid, hvilket blev betragtet som en stor succes. Efter afslutningen af øvelsen blev hun i juni måned fløjet tilbage til Lakehurst i New Jersey, hvor hun undergik forskellige mindre reparationer. I juli måned 1932 blev hun med succes brugt til at lokalisere en yacht, der var rapporteret savnet.
Herefter undergik Akron flere tests af sit trapez-udstyr og brug af de tilknyttede F9C-2'ere. Der indtrådte et mindre uheld i august 1932, da Akrons halefinne ramte en bom i hangaren, da hun blev trukket ud af denne. Halefinnen blev dog hurtigt repareret, og i det næste halve år gennemførte Akron flere testflyvninger, herunder flere flyvninger under brug af de medbragte rekognosceringsfly. Hun blev også anvendt den 4. marts 1933, da hun fløj over Washington DC under ceremonien, hvor præsident Franklin D. Roosevelt blev indsat i sit embede. Senere i marts måned 1933 fløj hun til Panama for at inspicere en potentiel luftbase.

## Forliset
Om morgenen den 3. april 1933 lettede Akron fra New Englands kyst for at foretaget en flyvning, hvorunder hun skulle bistå med kalibreringen af en række radiostationer anvendt til navigation. Admiral Moffett var atter om bord. Akron mødte dog hurtigt dårlige vejrforhold, der blev forværret, da hun passerede Barnegat Light i New Jersey omkring kl. 22, hvor kraftige vinde pressede hende ind i et område med lavere atmosfærisk tryk, end da hun var lettet. Dette medførte, at instrumenterne ombord viste en højere flyvehøjde end den reelle.
Omkring kl. 0:30 den 4. april blev Akron fanget af en kraftig opadstigende vind for kort efter at blive presset mod jorden af en kraftig nedadgående vind. Kaptajnen gav ordre til fuld kraft frem og til at smide skibets ballast. Akrons nødballast i nedre køl blev herefter smidt samtidig med, at andre officerer holdt hendes næse op. Dette fik næsen til at stige kraftigt og halen til at falde. Tabet af ballasten fik kun midlertidigt Akron til at stoppe sin vej mod jorden, da nye kraftige nedadgående vinde pressede hende yderligere ned. På dette tidspunkt pegede næsen opad med mellem 12 og 25 grader. Hendes nederste haleror ramte vandet og blev revet af og luftskibet faldt kort efter fra hinanden og styrtede i Atlanterhavet.
Besætningen på et tysk handelsskib Phoebus så lys styrte i havet omkring kl. 0:23 og lagde kursen om for at undersøge hændelsen, idet kaptajnen formodede, at der var tale om et flystyrt. Phoebus nåede kort efter frem til ulykkesstedet, hvor skibets besætning fandt nogle livløse personer i vandet. Det lykkedes af bjærge fire personer, hvoraf en enkelt var omkommet, men de øvrige var uden bevidsthed. Besætningen på Phoebus vidste ikke, at der var tale om forlis af et luftskib før end den første person en halv time efter bjærgningen kom til bevidsthed.
Besætningen på Phoebus finkæmmede farvandet for at finde yderligere overlevende, men uden held. Samtidig havde de via radio informeret de amerikanske myndigheder, der iværksatte en eftersøgning efter vrag og overlevende. Den amerikanske eftersøgning blev bl.a. varetaget af et andet luftskib, J-3, der imidlertid også forliste, hvorved yderligere to personer omkom.
De fleste omkomne døde som følge af drukning og afkøling i det kolde vand i Atlanterhavet i april måned, idet besætningen på Akron ikke var udstyret med redningsveste, ligesom der ikke havde været tid til at sætte luftskibets ene redningsfartøj i vandet. Der omkom ved forliset 73 personer og kun tre overlevede.

### Konsekvenser af forliset
Akrons forlis blev begyndelsen til enden for brugen af stive luftskibe i den amerikanske flåde, også fordi en af de varmeste fortalere for brug af luftskibene, Admiral William A. Moffett, omkom ved forliset. De 73 omkomne var det hidtil største tab af menneskeliv ved en ulykke med et luftskib.
Som en konsekvens af forliset blev søsterskibet USS Macon og andre luftskibe udstyret med redningsveste for at undgå en tilsvarende tragedie. Da Macon blev ødelagt af en storm i 1935 og efterfølgende sank i havet, blev 70 ud af en besætning på 72 reddet.